# 梅溪书院
梅溪书院，原名正蒙书院，是上海永宁街梅溪小学的前身，院址在上海蓬莱路河南南路口，创办人：张焕纶，创办时间：光绪四年（1878）。为上海最早创设的现代教育，教授國文、算學、英文，教學語言是吳語上海話。胡適曾在梅溪書院就讀。

## 历史
1878年由张焕纶创建。1882年扩建校舍，以当地梅溪旧址，改名梅溪书院。1902年更名梅溪学堂（清末废科举后）。1912年改称梅溪小学校。1951年改名为蓬莱区第一中心学（校）。1956年改名为蓬莱路第一小学。现梅溪书院旧址改建为幼儿园，梅溪小学校。